# Drávaszerdahely
Drávaszerdahely là một thị trấn thuộc hạt Baranya, Hungary. Thị trấn này có diện tích 6,24 km², dân số năm 2010 là 192 người, mật độ 31 người/km².